# Гальперсон Самуїл Савелійович
Самуїл Савелійович Гальперсо́н (1864 — 1941) — український архітектор єврейського походження.

## З біографії
Народився у 1864 році з ім'ям Ар'є Шмуель в єврейській родині у батька Шевель (Шауль) Юкілевіча Гальперсона і матері Сури Лейбовна Каган. Його батько був онуком відомого купця з Заслава - Мордко Кальман (Мордехай) Гальперсон. Освіту за фахом здобув у Московському училищі живопису, скульптури і зодчества. На початку XX століття працював в Одесі.
17 грудня 1895 року він одружився з Розою (Рейгою) Бойм. 2 жовтня 1896 року в нього народилася перша донька Стелла (Естелла Софія), а 12 серпня 1900 року — дочка Галина (Тереза).
Після 1917 року відійшов від активної творчої роботи. Помер у 1941 році.

## Споруди
Використовував форми раннього і високого ренесансу в Італії, зокрема в Одесі спроєктував:
- Російсько-Азіатський банк на вулиці Рішельєвській № 8 (1911; тепер управління Національного банку України в Одеській області);
- Прибутковий будинок Айзенберга на розі вулиць Успенської № 26 і Ремісничої (початок XX століття);
- Прибутковий будинок Райха на розі вулиць Рішельєвської № 15-17 і Поштової № 22 (початок XX століття);
- Прибутковий будинок Гальперіна на розі вулиць Успенської № 45 і Ремісничої № 19 (1912).

|                           |                                |                           |                                |
| Російсько-Азіатський банк | Прибутковий будинок Айзенберга | Прибутковий будинок Райха | Прибутковий будинок Гальперіна |